# Flickingeria rhodobalion
Flickingeria rhodobalion là một loài thực vật có hoa trong họ Lan. Loài này được (Schltr.) Brieger mô tả khoa học đầu tiên năm 1981.